# Boka Loka
Boka Loka oder Bokaloka ist eine bekannte brasilianische Pagode-Gruppe.

## Werdegang
Boka Loka, Eigenschreibweise bokaLoka, wurde 1995 in einem Vorort von Rio de Janeiro als „Água na Boca“ gegründet. 1997 brachten sie ihre erste CD Você vai se amarrar, aus dem Mais uma Chance ihr erster Hit wurde. Es folgte 1998 das zweite Album Apaixonado, aus dem Apaixonado und Shortinho Saint Tropez innerhalb kurzer Zeit große Erfolge wurden. Aus der dritten CD Bokaloka wurde Duas Paixões ausgekoppelt. 2001 erschienen einige Livekonzerte, wie zum Beispiel „Bokaloka de verdade Ao Vivo“, von Boka Loka auf CD, welche die Gruppe im Land überall bekannt machten. In der Band spielten zeitweise Musiker  wie Adilsom Sorriso (Surdo-Trommel), Juninho Camaleão (Perkussion) und Tinho (Pandeiro). Weitere bekannte Songs von Boka Loka sind Tá na Hora, Melhor Amiga da Minha Namorada, Duvido, Se eu ganho um beijo seu, Que Situação und Não Pedi pra Me Apaixonar.
Der Sänger Renatinho starb 2022 in Paris an Herzversagen.

## Diskografie
- Você vai se amarrar (1997)
- Apaixonado (1998)
- Bokaloka (1999)
- De Verdade Ao Vivo (2002)
- Bateu Emoção Ao Vivo (2004)
- Tá na Hora Ao Vivo (2005)

## Besetzung
- Renatinho (Gesang)
- Toninho Branco (Cavaco)
- Leandro (Pandeiro)
- Layse (Perkussion)
- Robinho (Schlagzeug)
- Pedro Py (Keyboard)
- Marcelo (Bass)
- Bidú (Surdo-Trommel)
- Davi Bessa (Gitarre)